# 베르나르 루이 볼리외
베르나르 루이 볼리외(Bernard Louis Beaulieu, 1840년 10월 8일 ~ 1866년 3월 7일)는 프랑스인 선교사로서 조선의 천주교 박해 때에 순교한 한국 천주교의 103위 성인 중에 한 사람이다. 세례명은 베르나르도(Bernardus), 한국 이름은 서몰례(徐沒禮)이다.

## 생애
루이 볼리외는 프랑스 보르도 교구의 랑공에서 베르나르와 마리 데지레 부부의 장남으로 태어났다. 그의 아버지는 결혼 5개월 만에 세상을 떠났으므로, 모친은 아들을 낳자 성모에게 봉헌하였다. 루이 볼리외는 여섯 살에 공민학교에 입학했고, 일곱 살 때부터 천주교의 복사를 하였으며, 아홉 살 때인 1849년 10월에 고향의 소신학교에 입학하였다.
그는 청나라 쓰촨성의 선교 경험이 있는 한 신부로부터 청나라의 사정을 듣고서 동양 선교에 대한 열망을 품었다. 그는 1857년에 보르도 대신학교에 입학하였는데, 이듬해에 어머니를 여의고 동양 선교의 열망은 더욱 커져갔다. 그는 교회법상 연령 미달로 사제 서품을 받지는 못하였고, 1862년에 부제 서품을 받았다.
교구 내 출국 금지를 종용하던 보르도 교구의 교구장 대주교가 볼리외 부제에게는 출국을 허락하여, 볼리외 부제는 1863년에 파리 외방전교회에 입교하였고, 1864년에 사제 서품을 받음과 동시에 조선의 선교사로 임명되었다. 1864년 7월 15일에 볼리외 신부는 도리 신부와 브르트니에르 신부 그리고 위앵 신부와 함께 파리를 떠나 이듬해 5월 27일에 충청도 내포에 도착하여 조선에 입국하였다. 베르뇌 주교와 교우들이 그를 반겼다.
볼리외 신부는 경기도 광주에 있는 (현 성남시 운중동의) 뫼논리라는 교우촌에서 사목활동을 준비하며, 신입 교우 장제철의 집에서 그에게 조선말을 배웠다. 볼리외 신부는 "이렇게 선교를 잘 펼칠 수 있는 지방에 오게되어 다행입니다."라며 행복해 했고, 조선 교우들에게 고해성사를 들을 수 있을 정도로 조선말에 능숙해졌다. 그 무렵 배교자 이선이가 볼리외 신부를 고발하였으므로, 신부는 광주 산답리의 이 요셉의 집으로 피신하였다.
베르뇌 주교는 볼리외 신부의 조선말 실력과 노력을 알고 그를 충청도 공주 지방에 배속시켰지만, 볼리외 신부가 그곳에 가기도 전에 병인박해가 발발하였다. 볼리외 신부는 베르뇌 주교의 체포 소식을 듣고 경기도 광주 근처의 교우 집에 피신해 있었지만, 그에게 조선말을 가르쳐 주었던 장제철과 이선이의 밀고로 1866년 2월 27일에 포졸들에게 체포되었다.
그 이튿날 볼리외 신부는 한양의 의금부으로 압송되어 심문을 받았다. 결국 볼리외 신부는 1866년 3월 7일에 새남터의 사형장에서 베르뇌 주교와 브르트니에르 신부 그리고 도리 신부와 등과 함께 참수되었고 군문효수되었다. 그는 망나니의 세 번째 칼을 맞고 순교의 월계관을 썼다(25세).

## 시복 · 시성
볼리외 베르나르도 신부는 1968년 10월 6일에 성 베드로 대성당에서 교황 바오로 6세가 집전한 24위 시복식을 통해 복자 품에 올랐고, 1984년 5월 6일에 서울특별시 여의도에서 한국 천주교 창립 200주년을 기념하여 방한한 교황 요한 바오로 2세가 집전한 미사 중에 이뤄진 103위 시성식을 통해 성인 품에 올랐다.

## 같이 보기
- 한국의 로마 가톨릭교회

## 참고 문헌
- 가톨릭 사전: 볼리외
- Bishop's Conference Of Korea. 103 Martryr Saints: 볼리외 루도비코 Ludovicus Beaulieu 보관됨 2014-12-28 - 웨이백 머신
- 마리아사랑넷: 성인 볼리외 베르나르도 (Beaulieu Bernard)